# Särkijärvi (sjö i Sulkava, Södra Savolax)
Särkijärvi är en sjö i kommunen Sulkava i landskapet Södra Savolax i Finland. Arean är 34 hektar och strandlinjen är 3,92 kilometer lång. Sjön  ingår i Vuoksens huvudavrinningsområde.   Den ligger omkring 62 kilometer öster om S:t Michel och omkring 250 kilometer nordöst om Helsingfors. 